# Iulian Rukavíxnikov

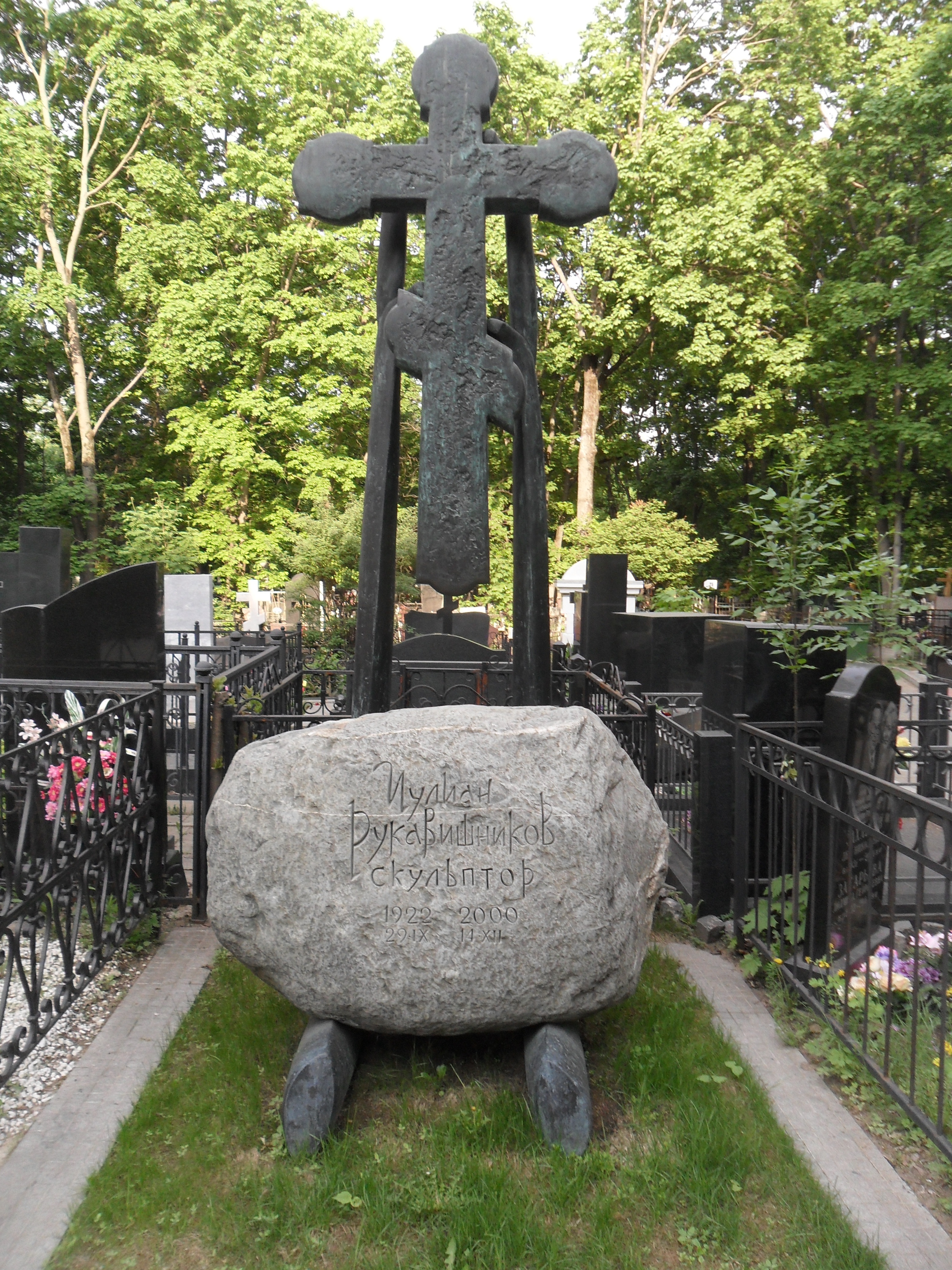
Tomba de Iulian Rukavíxnikov al cementiri Vagankovo

Iulian Rukavíxnikov (en rus:Иулиа́н Митрофа́нович Рукави́шников) Moscou, 22 de setembre de 1922 - Moscou, 14 de desembre de 2000) va ser un escultor soviètic.
Nomenat acadèmic de l'Acadèmia russa de les Arts(1997; membre corresponent des de 1978). Artista del Poble de l'URSS (arts plàstiques) (1988). Guardonat amb el premi Lenin Komsomol (1978). Membre Partit Comunista de la Unió Soviètica des de 1970.

## Biografia
Va estudiar a l'escola d'estiu, juntament amb Vassili Stalin, fill de Ióssif Stalin. En 1952 es va graduar a l'Acadèmia Estatal d'Art Surikov de Moscou (Departament d'escultura). Alumne d'Aleksandr Matveiev i Nikolai Tomski.
Juntament amb el seu fill Aleksandr Rukavíxnikov va ser un dels creadors de la Galeria "M'ARS".
Membre corresponent de l'Acadèmia d'artistes de l'URSS (1978). Membre de l' Acadèmia russa de les ARTS (1997).
Iulian Rukavíxnikov va morir el 14 de desembre de 2000. Va ser enterrat a Moscou al cementiri Vagankovo.

## Obres més conegudes

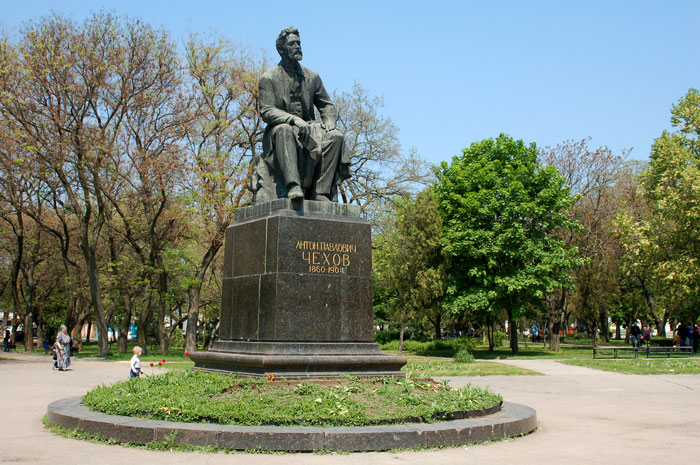
Monument a Anton Txékhov a (Taganrog, Rússia)

- 1960 — Monument a Anton Txékhov (Taganrog, Rússia).
- 1971 — Monument a l'acadèmic I. V. Kurtxatov (Moscou, Rússia).
- 1974 — Monument a Aleksei Sxússev, juntament amb l'arquitecte Boris Tkhor instal·lat el 1980 a Moscou.
- 1975 — Obelisc en el lloc de la mort de cosmonauta Iuri Gagarin i el pilot Vladímir Serioguin.
- 1987 — Monument-bust a Nikolai Stroiev, amb l'arquitecte Gleb Makarévitx
- 1983 — Bustos de Mikhaïl Súslov i Leonid Bréjnev a la Necròpolis de la Muralla del Kremlin a Moscou.
- 1984 — Monument-estela als Llibertadors de la ciutat de Rostov des invasors Nazis" (Rostov-on-don, Rússia).
- 1990 — "l'Arbre de la vida". Representació de l'URSS a l'ONU (Nova York, EUA).
- 1990 — Relleu "la Resurrecció de Crist" (Catedral del Crist Salvador, Moscou).
- Té obra en les col·leccions de la Galeria Tretiakov, Moscou.

## Honors i premis
- Artista del Poble de l'URSS (arts plàstiques) (1988)
- El premi Lenin de la Komsomol (1978) per al monument al lloc de la mort de Iuri Gagarin i Vladímir Serioguin en el districte de Kirjatxski a l'óblast de Vladímir

## La família
- Rukavíxnikov, Mitrofan S. — pare de l'escultor.
- Filippova, Anguelina N. — esposa de l'escultor.
- Rukavíxnikov, Aleksandr Iuliànovitx — fill de l'escultor.
- Rukavíxnikov, Filipp Aleksandrovitx — net de l'escultor.